# 中央统一战线工作领导小组
中央统一战线工作领导小组，是2015年设立的中国共产党中央委员会议事协调机构，负责领导统一战线工作。

## 沿革
2012年中共十八大以后，以习近平同志为核心的党中央对统一战线工作的重视程度不断提高。2014年12月，中共中央决定由中共中央政治局委员孙春兰兼任中共中央统一战线工作部部长。2015年4月，经中央批准，全国政协副主席、国家民族事务委员会主任王正伟兼任中央统战部副部长。时隔三十多年之后，中共中央统战部再度出现了双副国级的“配置”。
2015年4月30日，中共中央总书记习近平主持召开中共中央政治局会议，审议通过了《中国共产党统一战线工作条例（试行）》，这是中国共产党关于统一战线工作的首部党内法规。2015年5月，中共中央印发了《中国共产党统一战线工作条例（试行）》，于2015年5月18日起施行。其中要求中央和地方各级党委“加强对人大、政府、政协、司法机关、有关人民团体中统一战线工作的领导”。该条例第十条规定：“中央成立统一战线工作领导小组，办公室设在中央统战部，对统一战线贯彻落实中央重大方针、政策、法律法规情况进行研究、协调指导和督促检查。”
2015年5月18日，中央统战工作会议在北京举行，这是中共十八大以来在中央层面第一次召开统战工作会议。中共中央总书记习近平在此次会议上发表讲话，提出了不少新表述和新思路，成为新形势下指导统一战线工作发展的纲领性文献。1950年至2006年间，共计举行过20次“全国统战工作会议”。2015年举行的这次全国性统战工作会议，名称调整为“中央统战工作会议”，从而将会议规格自部委层面提高到中央层面。
2015年7月30日，中共中央政治局召开会议，决定设立中央统一战线工作领导小组。

## 主要职责
2015年7月30日中共中央政治局会议确定的中央统一战线工作领导小组的主要职责是：“对统一战线贯彻落实中央重大决策部署和中央关于统一战线重大方针、政策、法律法规情况进行研究，指导各地区各部门各单位党委（党组）贯彻落实中央关于统一战线的方针政策、法律法规，督促检查中央关于统一战线的重大方针、政策、法律法规的贯彻落实等。”

## 组成人员
中央统一战线工作领导小组设组长、副组长、成员，由中共中央政治局常委、全国政协主席担任组长，中共中央书记处书记、中央统战部部长担任副组长。中央统一战线工作领导小组还派出多个调研检查组，赴各地调研检查统战工作。
2015年成立后，：
组长
- 王沪宁（中共中央政治局常委、全国政协主席）

副组长
- 石泰峰（中共中央政治局委员、中共中央书记处书记、全国政协副主席、中央统战部部长）[6]

成员
- 吴政隆（国务委员、国务院秘书长）
- 夏宝龙（中共中央港澳工作辦公室主任，國務院港澳事務辦公室主任）

## 办事机构
中央统一战线工作领导小组办公室设在中共中央统一战线工作部。
办公室主任
未知
办公室副主任
- 冉万祥（2015年—，中共中央统战部副部长兼秘书长兼）[6]